# Centre d'étude guerre et société
 (décembre 2017).
Pour les articles homonymes, voir CEGES.
Le Centre d'Étude Guerre et Société (CegeSoma) (en néerlandais : Studiecentrum Oorlog en Maatschappij) compose la 4e direction opérationnelle des Archives de l’État (établissement scientifique fédéral belge) et est un centre d'expertise belge qui se consacre à l'histoire de la Seconde Guerre mondiale et des conflits contemporains. Il effectue des recherches, s'adonne à l'histoire publique et conserve de la documentation. Il se profile comme une plateforme pour le développement d'activités scientifiques et sociétales au niveau belge et international.

## Historique
Le Centre de Recherches et d'Études historiques de la Seconde Guerre mondiale a vu le jour en 1967. Il avait pour objectifs de recenser, sauvegarder et dépouiller les documents relatifs à la Seconde Guerre mondiale en Belgique.
En 1969, les premiers travaux sur l'histoire de la guerre sont entamés et deux ans plus tard, José Gotovitch publie avec Jules Gérard-Libois un ouvrage de référence, L'an 40.
En parallèle à ses recherches, le Centre collecte massivement des archives et construit une importante bibliothèque composée d'ouvrages de référence sur la période étudiée. Très rapidement, une photothèque est créée et rassemble une collection assez unique de clichés sur la Seconde Guerre mondiale. Depuis les années 1990, un processus de numérisation des collections a été entamé.
En 1997, le Centre change d'appellation et devient le Centre d'Études et de Documentation Guerre et Société contemporaine (CEGESOMA). Le 1er janvier 2016 le CEGESOMA a intégré les Archives de l'État et en est devenu la 4e Direction opérationnelle (DO4).

## Fonctionnement
Le CEGESOMA collecte de la documentation et mène des recherches sur les guerres et conflits du XXe siècle, ainsi que leurs répercussions en Belgique. Le nom néerlandais du CEGESOMA est Studiecentrum Oorlog en Maatschappij.
Depuis 1969, le Centre rassemble et inventorie des archives, des ouvrages, revues, journaux, photos, interviews, affiches et tracts. Le visiteur peut consulter un catalogue informatique qui reprend toute cette documentation, soit via Internet, soit dans la salle de lecture du bâtiment monumental du square de l’Aviation à Bruxelles.
Le CEGESOMA se situe au 29 Square de l'Aviation, 1070 Bruxelles.
Le Service autrichien de la Mémoire soutient le CEGES, en y envoyant des volontaires.

## Directeurs
- Jean Vanwelkenhuyzen
- José Gotovitch
- Rudi Van Doorslaer
- Nico Wouters